# イロパンゴ湖
イロパンゴ湖（イロパンゴこ、スペイン語: Lago de Ilopango）は、サン・サルバドル県、ラ・パス県、そしてクスカトラン県の境界上にある中央エルサルバドルに位置する火山性カルデラにできた8×11 km, 面積72 km2のカルデラ湖である。 国内で2番目に大きい湖を持つカルデラは首都サンサルバドルのすぐ東に位置し、100 mから500 mの高さの丸い扇型をした周縁を持つ。

## 噴火史
4つの主なデイサイト - 流紋岩質の溶岩の組成の噴火は後期更新世と完新世との間に起こり、火砕流や国内のほとんどを覆う火山灰を発生させた。
カルデラはごく最近、西暦410年から535年（噴火によって直接に影響した植物の放射性炭素年代測定に基づく）に崩壊し、広い範囲に火砕流を発生させマヤの都市を荒廃させた。 噴火はおおよそ25 km3の体積の火山灰（1980年のセント・ヘレンズ山噴火の20回分に相当）を噴出し、火山爆発指数（VEI）は6と評価された。火山灰の雲は降下し少なくとも10,000 km2の範囲を腰の深さまで軽石と灰が覆った。数十年の期間この地域でのすべての農業努力を止めてしまった。　
その後の噴火は湖の内部や岸の近くにいくつかの溶岩ドームを形成した。唯一の歴史的記録に残る噴火は1879年12月31日から1880年3月26日まで続き、溶岩ドームを生成しVEI 3と評価された。溶岩ドームは湖の表面に達しケマダス島（Islas Quemadas）が形成された。

## ギャラリー

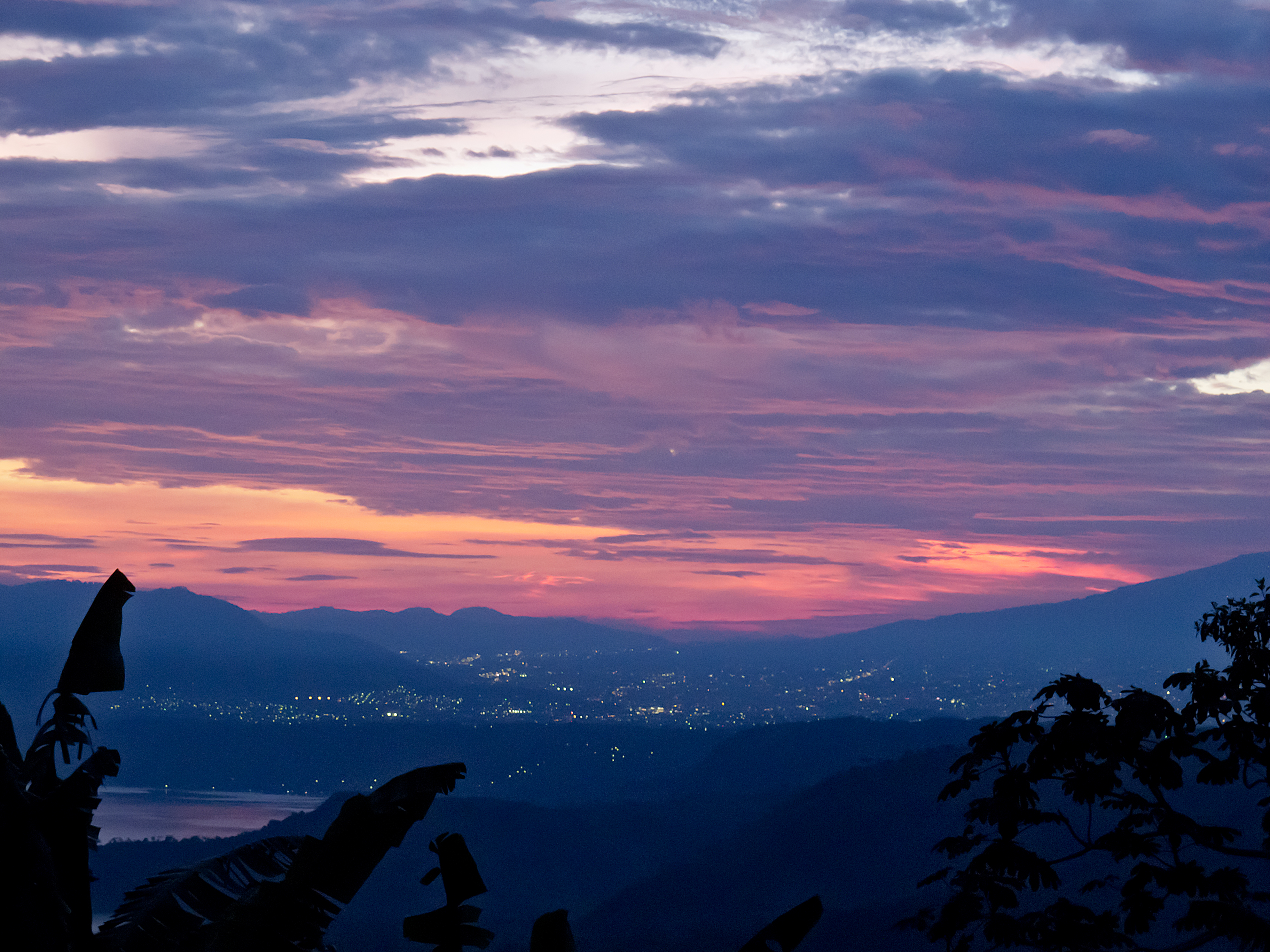
コフテペケ（英語版）から見た夕暮れのイロパンゴ湖、遠方にサンサルバドル市街の明かりが見える。
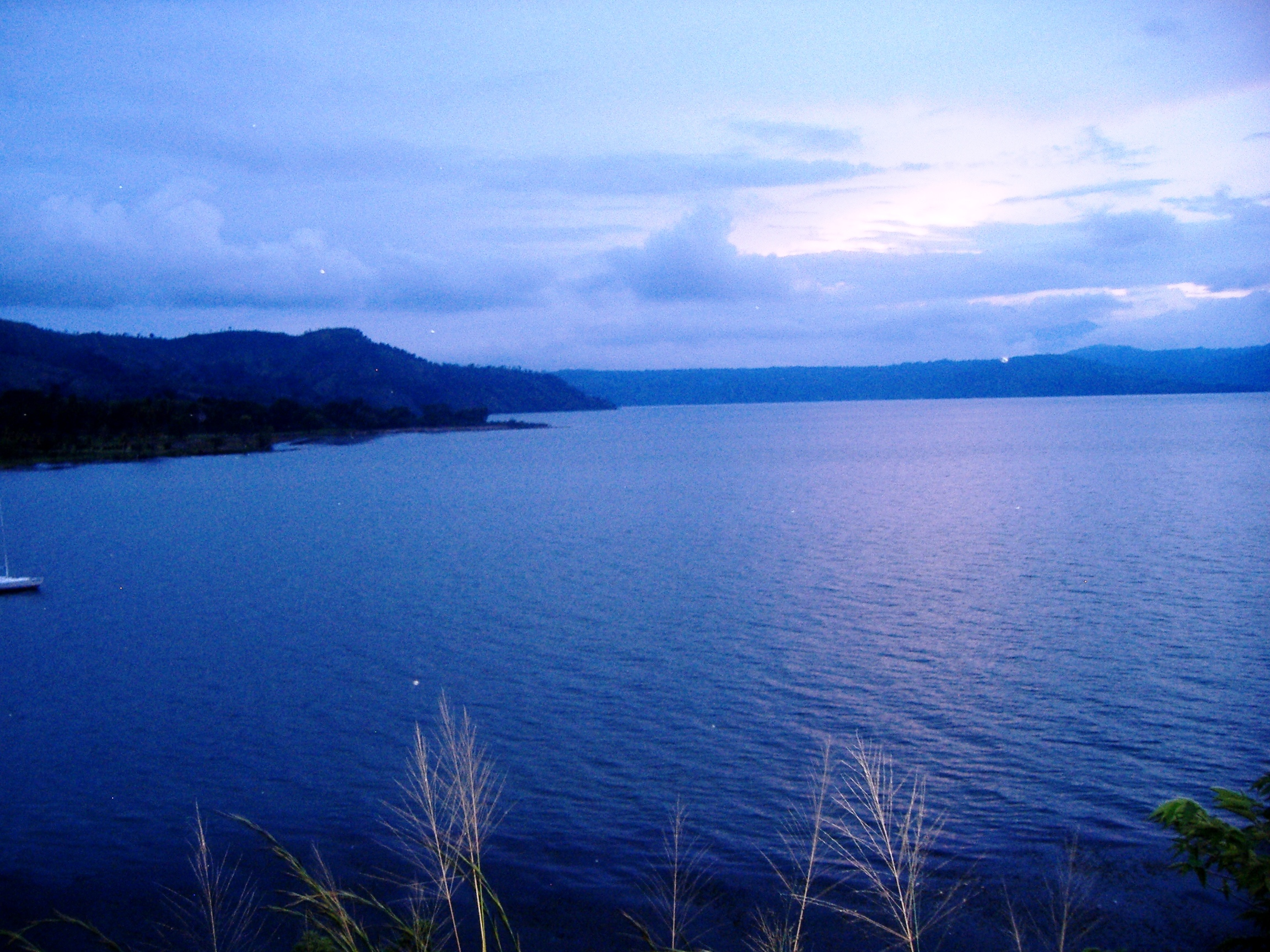
イロパンゴ湖
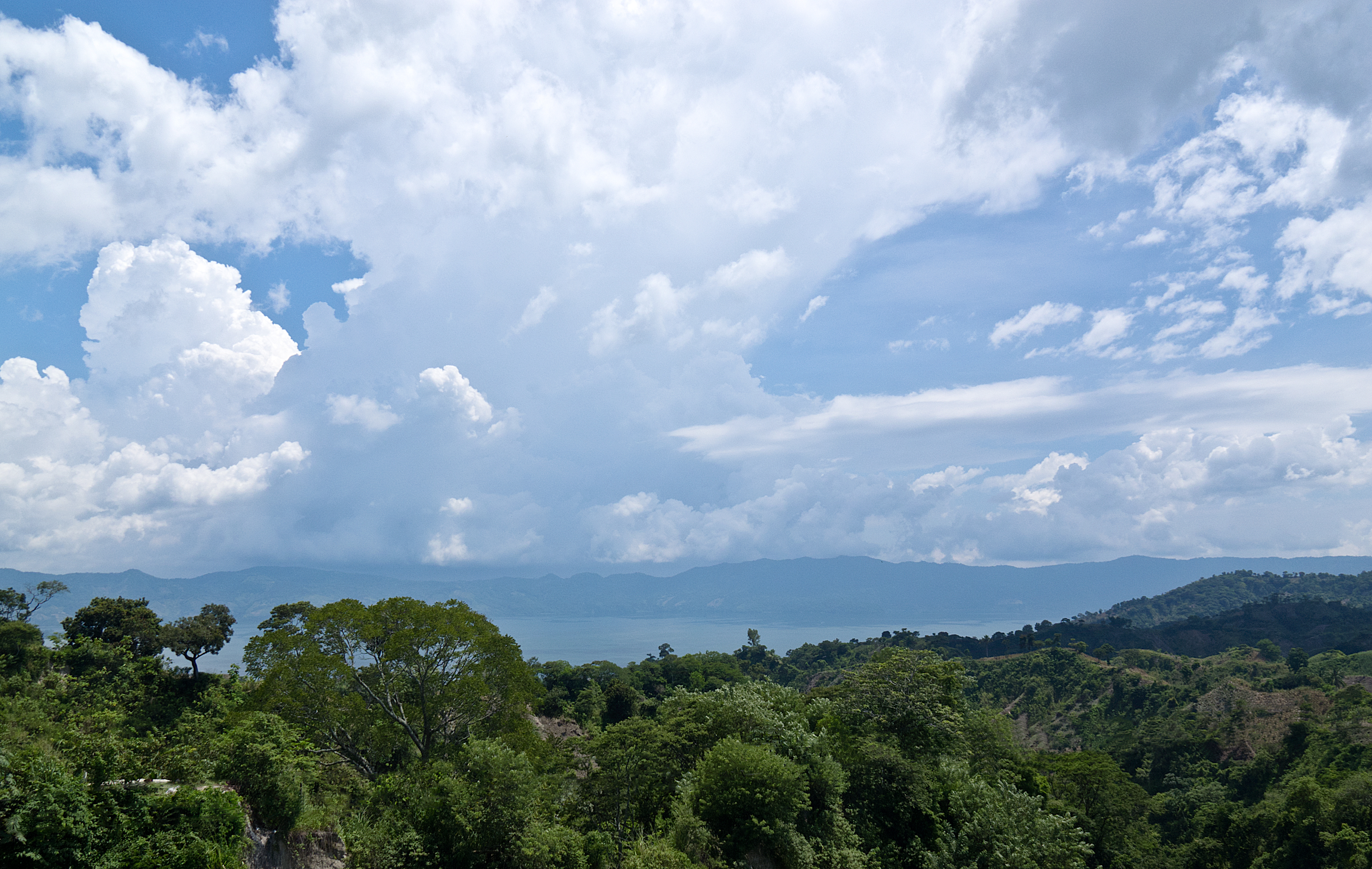
パンアメリカンハイウェイから見たイロパンゴ湖。
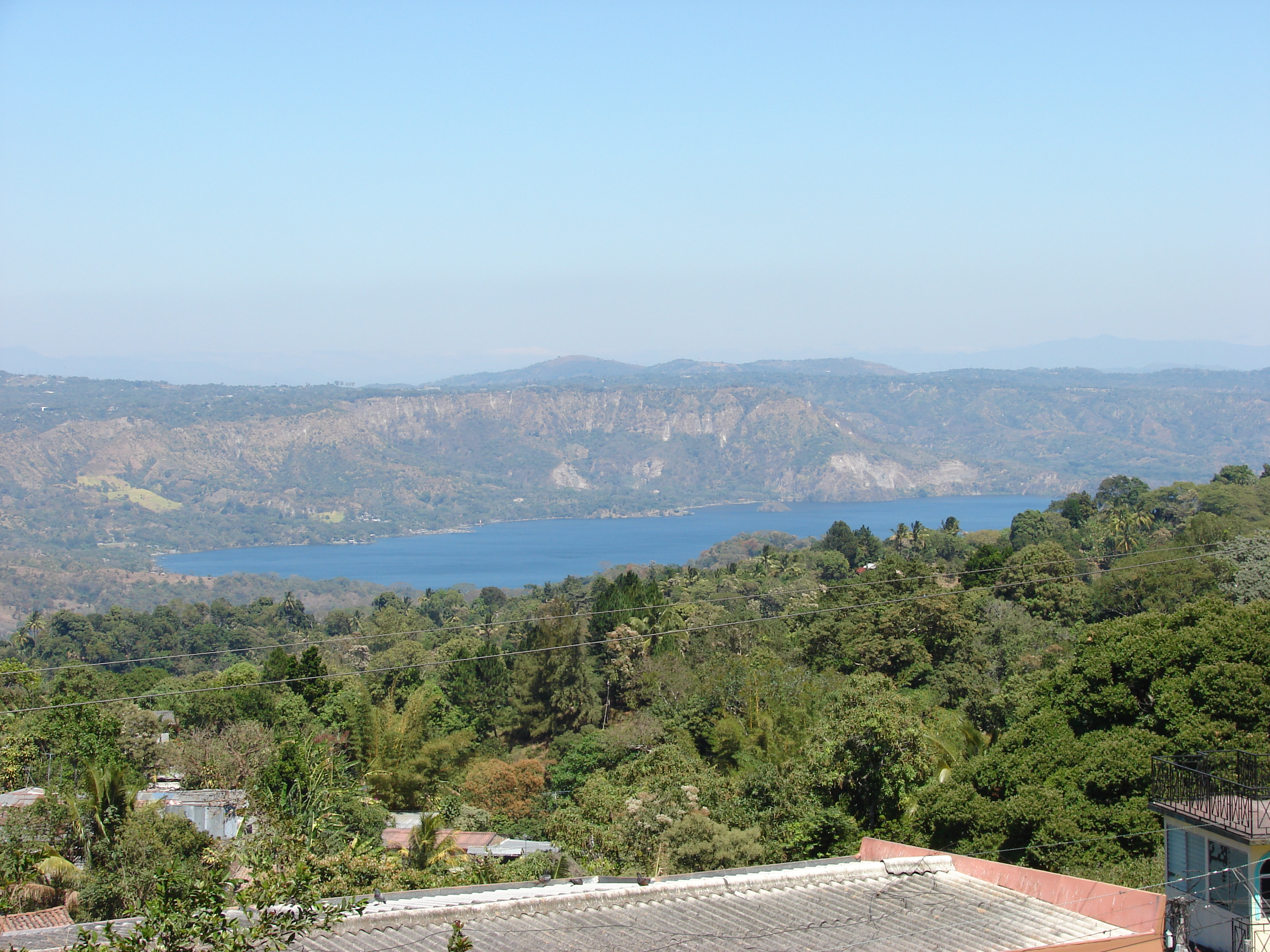
サンティアゴ・テクサクアンゴス（英語版）からの眺め。